# Henrik Leek
Henrik Leek (* 15. März 1990 in Härnösand) ist ein schwedischer Curler. Derzeit spielt er als Ersatzmann im Team von Niklas Edin.

## Karriere
Leek spielte erstmals international bei der Juniorenweltmeisterschaft 2009 als Ersatzspieler (Alternate) des schwedischen Teams um Skip Oskar Eriksson und wurde dort Vierter. Bei der Juniorenweltmeisterschaft 2011 spielte er als Second und gewann die Goldmedaille.
Bei seiner ersten Europameisterschaft 2014 war er – wie bei den folgenden Welt- und Europameisterschaften – als Ersatzspieler im schwedischen Team um Skip Niklas Edin dabei. Die Schweden schlugen im Finale Norwegen mit Skip Thomas Ulsrud und gewannen die Goldmedaille. Bei seiner ersten Weltmeisterschaft 2015 kam es erneut zu dieser Finalpaarung und auch diesmal behielt Leek zusammen mit der schwedischen Mannschaft die Oberhand. Es folgte eine Goldmedaille bei der Europameisterschaft 2015; im Finale gewann das schwedische Team gegen die Schweiz mit Peter de Cruz. Die Siegesserie riss bei der Weltmeisterschaft 2016, bei der Leek nur auf den sechsten Platz kam. Bei der Europameisterschaft 2016 wurde dann aber wieder die Goldmedaille gewonnen, erneut durch einen Sieg gegen die Norweger und Thomas Ulsrud. Bei der Weltmeisterschaft 2017 konnte Leek in das Finale einziehen; die Schweden unterlagen dort aber Kanada mit Skip Brad Gushue und gewannen die Silbermedaille. Bei der Europameisterschaft im gleichen Jahr gelang ihm mit den Schweden der vierte Sieg in Folge, nachdem im Finale die schottische Mannschaft mit Skip Kyle Smith geschlagen werden konnte. Bei der Weltmeisterschaft 2018 kam es zu einer Neuauflage der Finalpaarung von 2017. Diesmal behielt das schwedische Team mit Leek als Ersatzspieler mit einem 7:3-Sieg gegen die Kanadier um Brad Gushue die Oberhand und gewann die Goldmedaille.
Leek vertrat mit seinen Teamkollegen (Skip: Niklas Edin, Third: Oskar Eriksson, Second: Rasmus Wranå, Lead: Christoffer Sundgren) als Ersatzspieler Schweden bei Wettbewerb der Herrenmannschaften den Olympischen Winterspielen 2018 vertreten. Nach sieben Siegen und zwei Niederlagen schlossen sie die Round Robin als Erster ab. Im Halbfinale besiegten sie die Schweiz mit Skip Peter de Cruz. Im Finale unterlagen sie der US-amerikanischen Mannschaft um John Shuster mit 7:10 und gewannen die Silbermedaille. 